# Arnbjørn Hansen
Arnbjørn Hansen (Eiði, 27 febbraio 1986) è un calciatore faroese, attaccante dell'EB/Streymur.

## Carriera
Dell'EB/Streymur è stato capocannoniere nel 2008 con 20 gol. Nella Champions League 2013-2014 ha segnato 2 reti nei preliminari.

## Palmarès

### Club

#### Competizioni nazionali
- Coppa delle Isole Fær Øer: 4

EB/Streymur: 2007, 2008, 2010, 2011
- Campionato faroese: 2

EB/Streymur: 2008, 2012

### Individuale
- Capocannoniere del campionato faroese: 1

2010 (22 reti)